# Оріана Фаллачі
Оріа́на Фалла́чі (італ. Oriana Fallaci; 29 червня 1929, Флоренція, Італія — 15 вересня 2006, там само) — італійська журналістка, письменниця, публіцистка, в роки Другої світової війни — учасниця партизанського опору. Авторка 12 книг, що розійшлися по світу сумарним накладом у 20 мільйонів примірників.

## Біографія
Народилася і виросла у Флоренції, в бідній сім'ї, під час війни брала участь в італійському опорі.
Закінчивши університет, Оріана стала репортером. За довгий час роботи Фаллачі довелося співпрацювати з величезною кількістю відомих у світі видань, серед яких — Нью-Йорк Таймс, Вашингтон Пост, Лос-Анджелес Таймс.
У 1950-ті—1960-х роках була кореспондентом журналу «Europeo» в Голлівуді. Її друзями і співрозмовниками були в різний час Кларк Гейбл і Ізабелла Росселліні, Мартін Скорсезе і Марія Каллас. Коли її запитали, в чому полягає секрет її успіху, вона відповіла, що ніколи не намагалася бути об'єктивною. «Кожне інтерв'ю, — говорить Фаллачі, — це мій автопортрет. Це дивна суміш моїх ідей, мого темпераменту, мого терпіння, всього того, що я вкладаю в свої питання. Якщо той, у кого я беру інтерв'ю, відмовляється співробітничати, він стає покручем, фашистом, ідіотом».
Її називали «найзнаменитішою письменницею Італії», а також «журналістом, якому ніхто у світі не може відмовити». За півстоліттям своєї кар'єри вона інтерв'ювала таких політиків і знаменитостей, як Генрі Кіссинджер, аятола Хомейні, Лех Валенса, Віллі Брандт, Зульфікар Алі Бхутто, Муаммар Каддафі, Федеріко Фелліні, Ден Сяопін, Ясір Арафат.
У 2001—2004, проживаючи в Нью-Йорку, вона написала серію статей і книг з критикою ісламу та арабської культури, що викликали великий суспільний резонанс і суперечку. У 2005 була нагороджена золотою медаллю президента Італійської Республіки за заслуги в галузі культури.

## Лють і гордість
У 1979 році було опубліковано інтерв'ю з іранським революційним лідером аятолою Хомейні. Це було складне в усіх відношеннях інтерв'ю, однією з умов якого було те, що Оріана повинна була інтерв'ювати в «повній чадрі» (тобто покрита з голови до ніг). Але в святому місті Кум, де чекав її аятолла, перед журналісткою були закриті двері у всіх готелях, у всіх публічних місцях. Фаллачі пише, що єдиною причиною тому було те, що вона жінка. «Аби вдягнути чадру, я повинна була зняти джинси, щоб зняти джинси -потрібно десь сховатися, і, звичайно, я б  могла виконати цю операцію в автівці…, але мій перекладач благав мене не робити цього… За таку річ в Кумі ми обидва ризикуємо стратою „, — згадує журналістка у книзі “ Лють і гордість». І, звичайно ж, Фаллачі не забула запитати у Хомейні: "Скажіть мені: чому Ви примушуєте жінок ховатися під цими незручними і абсурдними шатами?… На що отримала відповідь: «якщо Вам не подобається ісламський одяг, Вас ніхто не зобов'язує його носити…». Користуючись тим, що «це її не стосується», Оріана тут же зірвала з себе чадру. Так само в цьому інтерв'ю Фаллачі запитувала про свободу і демократію, про післяреволюційне правосуддя духовенства, коли обвинуваченим не надавалися адвокати та можливість оскарження. «На вашу думку, справедливо розстріляти бідну повію або жінку, яка зрадила своєму чоловіку, або чоловіка, який любить іншого чоловіка?», — Різко запитує журналістка. Були запитання про полігамію, прийняту в ісламській традиції, про заборону на алкоголь і про підсумки революції.

## Теракт 11 вересня
Теракт 11 вересня 2001 року, коли в Нью — Йорку були зруйновані башти всесвітнього торгового центру, Оріана Фаллачі спостерігала з вікна своєї квартири на Манхеттені. Жертвами стали понад 2600 чоловік тільки в Нью — Йорку. Журналістка так описує свій ранок 11 вересня: « Я була вдома, мій будинок знаходиться в центрі Манхеттена, близько дев'ятої години ранку у мене виникло передчуття небезпеки, яка, ймовірно, не загрожувала мені, але яка безумовно мала до мене ставлення». Це незрозуміле відчуття змусило її включити телевізор, де по всіх каналах вже транслювалася палаюча башта торгового центру. Потім прямо в ефірі люди побачили, як літак з терористами атакує другу вежу-хмарочос. Оріана була у жасі від того, що відбувається «Як бачиш, більшу частину свого життя я провела на війнах…На війнах я бачила багато жахливих видовищ, я вважала себе загартованої війнами…Я ніколи не бачила людей, які вбивають себе самі, людей, які  кидаються без парашута з вікон восьмидесятих дев'яностих або сотих поверхів…»,- пізніше скаже Філлачі. В той момент вона вибігла на вулицю, серед хаосу і метушні пішки вирушила до башт, намагаючись зрозуміти, чим вона може допомогти.
Відразу ж після теракту Оріана написала статтю, яка пізніше вилилася в книгу «лють і гордість». Сама автор говорить, що слова цієї книги — її «невтішний плач». У книзі Фаллачи жорстко критикує іслам, арабську культуру і європейську політику терпимості по відношенню до мусульман імігрантів.
Після публікації статей і книг, присвячених «11 вересня» проти автора були порушені справи в Італії та Франції за звинуваченням у розпалюванні ворожнечі, але жоден з позовів не був виграний.
Незважаючи на позови, письменниця продовжила «Лють  і Гордість»написанням наступних робіт: «Оріана Фаллачі інтерв'ює себе» «Апокаліпсис», «Сила Розуму».

## Кохання
Єдиним коханням Оріани Фаллачі був герой грецького опору хунті «чорних полковників» Алекос Панагуліс. Вони познайомились під час інтерв'ю. Александрос просто не міг не звернути увагу на найвродливішу журналістку Італії. Ці стосунки трималися близько трьох років. Єдина вагітність зірвалася на третьому місяці. Алекос загинув у 1976 році в загадковій авіакотострофі, яка, як вважають, була підлаштована. З тих пір Оріана ніколи не виходила заміж, у неї не було дітей. Пам'ять про коханого вона увічнила в романі «Людина». Відображенням цього періоду стала книга «Лист не народженій дитині» (1975 р.). Тут жінка спілкується з дитиною, яка знаходиться в її утробі: трагічний монолог на тему материнства, розуміється не як обов'язок, а як свідомий вибір. Жінка пояснює дитині, як живеться в світі, де умовою виживання є жорстокість і насильство, де свобода-тільки сон, а любов — просте слово з незрозумілим значенням. Книга стала бестселером 1975 і 1976 років,вийшла в перекладі на двадцять одну мову світу.
Після роману «людина», виданого 1979 році, Оріана не пише майже десять років. Своє мовчання вона порушує 1990 року,опублікувавши «Іншалла».

## Хвороба
У 1990-х роках Оріані Фаллачі ставлять діагноз рак легенів. Тепер вона живе на дві країни, розриваючись між Італією і Нью-Йорком, оскільки в своїй рідній Італії вона зазнала переслідувань за «ісламофобію». «Я обрала мовчання. Обрала вигнання. Бо в Америці, скажу це врешті-решт гучно і вголос, я живу життям політичного біженця. Я живу в добровільному політичному вигнанні», — пише Оріана Фаллачі.
Вона померла 15 вересня 2006 року у Флоренції, у віці 77 років.

## Головні тези відстоювані Фаллачі
- європейська політика багатокультурності зазнала поразки, оскільки емігранти не асимілюються і не сприймають європейські цінності як очікувалось, більше того відверто вороже ставляться до культурних надбань західної цивілізації;
- західноєвропейські політики толерантно ставляться до відверто расистських і агресивних закликів лідерів деяких мусульманських громад у Західній Європі, зокрема до закликів винищення немусульман;
- політичні еліти проводять політику замовчування і ігнорування випадків реалізації подібних закликів — зокрема, вбивство Піма Фортейна і Тео ван Гога;
- західні інтелектуальні еліти здебільшого займають лівацькі, антихристиянські і водночас проісламські позиції, незважаючи на використання ісламськими активістами відверто жорстоких і брутальних практик (розстріли, відрубування голів, підриви вибухівки);
- європейські політики закривають очі на знущання над жінками в ісламських країнах;
- так званого поміркованого ісламу на практиці не існує;
- західні ЗМІ уникають теми «ісламського тероризму» і відвертої підтримки його з боку лідерів ісламських релігійних громад;
- пасивна політика яку проводять європейські еліти щодо ісламського екстремізму нагадує практику 1930-х років стосовно нацистського режиму.

## Книги
- 1958 «Сім смертних гріхів Голлівуду»;
- 1961 «Бескорисна стать»;
- 1962 «Пенелопа на війні» (роман про молоду журналістку, яка відмовилася від сімейного життя заради журналістики);
- 1963 «Огидний»;
- 1965 «Якщо сонце помре» (про американські космічні програми);
- 1968 «Егоїсти: шістнадцять сюрпризів» (збірник обраних інтерв'ю з політичними діячами);
- 1969 «Нічого; ну і нехай» (власні враження про війну у В'єтнамі);
- 1970 «Того дня на Місяці»;
- 1974 «Інтерв'ю з історією» (збірка інтерв'ю зі світовими знаменитостями);
- 1975 «Лист ненародженій дитині» (роман про емоційні муки жінки після аборту);
- 1979 «Людина» (біографічний роман про Александроса Панагуліса);
- 1990 «Іншалла» (про громадянську війну в Лівані) (попередження людству про перетворення Європи на новий ісламський халіфат);
- 2001 «Лють і гордість» (попередження людству про перетворення Європи на новий ісламський халіфат);
- 2004 «Оріана Фаллачі інтерв'ює себе»;
- 2004 «Інтерв'ю із самою собою. Апокаліпсис» (епілог до попередньої книги «Лють і гордість»);
- 2004 «Сила розуму» (продовження книги «Лють і гордість»);
- 2008 «Капелюх, повний вишні» (опублікований посмертно роман Фаллачі про історію своєї родини);
- 2016 «Страх - це гріх» (збірка листів Фаллачі).